# Ligyra prometheus
Ligyra prometheus är en tvåvingeart som först beskrevs av Macquart 1855.  Ligyra prometheus ingår i släktet Ligyra och familjen svävflugor. Inga underarter finns listade i Catalogue of Life.